# Mazouz Ould-Abderrahmane
Pour les articles homonymes, voir Mazouz.
Mazouz Ould Abderrahmane, né le 27 janvier 1941 à Mostaganem, et mort le 24 novembre 2012 à Montréal, au Québec, est un acteur, réalisateur, scénariste, monteur et écrivain algérien.

## Biographie
Mazouz Ould Abderrahmane a été membre de la troupe de théâtre Les Garagouzes fondée par A. Kaki (méthode Stanislavski). Il a aussi été membre fondateur du Théâtre national algérien en 1962 et il a joué comme acteur dans plusieurs films en Algérie (Les hors la Loi, La Bataille d'Alger, etc.).
Il a aussi fait la mise en scène de Slimane de Jean Pélégri avec la troupe ainsi que de Diwan el Mejdoub de A. Kaki.
En 1977, il s'installe au Canada où il écrit et réalise plusieurs courts et longs métrages, conçoit de nombreuses mises en scène (La Dernière Bande, La Voix Humaine (1974), L'oiseau Vert (1980), La Planète Baobab (1999), Le Carnaval des Animaux (1996), Le Tango (1990), etc.) et conçoit des mini-films de recherche en numérique. 
En 1984, Mazouz et sa femme, Sylvie, adaptent le roman de Marie-Claire Blais Le Sourd dans la ville pour le Ubu Repertory Theater à New York, Mazouz en fera un scénario pour le cinéma.
À la suite de quelques réalisations à l’Office National du Film dont le documentaire sur Félix Leclerc « C'est la première fois que je la chante » Mazouz commence une période de création commune avec l’écrivain et scénariste Pierre-Yves Pépin qui va s'échelonner sur plus de dix ans. Ils écriront ensemble une trilogie de films épiques : La Sirène de Val d’Or, La tour de l’Horloge et Le Dernier Train pour Windigo.
Sollicités par la Société Générale du Cinéma, les deux créateurs mettent rapidement en chantier La Fille du maquignon. Le film ouvre la section québécoise au festival de Namur en 1991. 
Dans les années 1990 et 2000, Mazouz assure la mise en scène de plusieurs projets théâtraux, notamment avec L'Arsenal à musique ainsi que la compagnie Tango X4.
Son œuvre la plus personnelle est sans conteste le roman Le Café Maure qu’il a écrit dans les années 90. Une époque où il allait régulièrement au bord de l’océan Atlantique sur la côte du Maine, retrouvant les sons et les odeurs de son enfance sur le port de Mostaganem et les chalutiers de son père. Le roman a été publié à titre posthume le 30 janvier 2013 aux éditions Triptyque.[Interprétation personnelle ?]

## Filmographie

### Acteur
- 1965 : L'Aube des damnés d'Ahmed Rachedi
- 1965 : La nuit a peur du soleil de Mustapha Badie
- 1969 : Les hors la loi de Tewfik Fares
- 1973 : R.A.S. de Yves Boisset
- 1977 : La Voie de Mohamed Slim Riad
- Djehha de Kaddour Zakaria (téléfilm)
- 1991 : De Hollywood à Tamanrasset de Mahmoud Zemmouri

### Réalisateur
- 1977 : Gestes et Mouvements
- 1982 : Il était une fois une Image
- 1984 : Monsieur Parapluie
- 1988 : C'est la première fois que j'la chante[2]
- 1990 : La Fille du maquignon[3]
- 1992 : Montréal rétro

### Scénariste
- 1977 à 1980 : Gestes et Mouvements (série télévisée)
- 1982 : Il était une fois une Image
- 1984 : Le sourd dans la ville
- 1986 : Comment faire l'amour avec un nègre sans se fatiguer (co-scénariste)
- 1989 : La Fille du maquignon (co-scénariste)
- 1988 : C'est la première fois que j'la chante
- 1992 : Montréal rétro

### Monteur
- 1992 : Montréal rétro

## Littérature
- 2013 : Le café maure, Montréal; Triptyque